# ماری ماشیبا
ماری ماشیبا (انگلیسی: Mari Mashiba؛ زادهٔ ۲۱ نوامبر ۱۹۵۹) صداپیشه اهل ژاپن است.